# Adam et Ève (Rubens)
Pour les articles homonymes, voir Adam et Ève.
Adam et Ève, également appelé La Chute de l'Homme, est un tableau du peintre flamand Pierre Paul Rubens réalisé en 1628-1629, actuellement exposé au Musée du Prado à Madrid. Initialement attribué au peintre flamand Carel van Mander, il est aujourd'hui reconnu comme une œuvre de Rubens.
Ce tableau est une copie d'un tableau sur le même sujet du Titien que Rubens avait pu admirer durant son voyage à Madrid en 1628-1629 où il s'était rendu pour négocier un accord de paix pour mettre fin à la Révolte des gueux. Le peintre, dans sa copie, a ajouté face au renard, qui évoque le Mal et la Luxure, un perroquet, symbole du Bien et de la Rédemption ; il a également changé la posture, la musculature, l'âge et l'expression des deux personnages.